# 스테이크

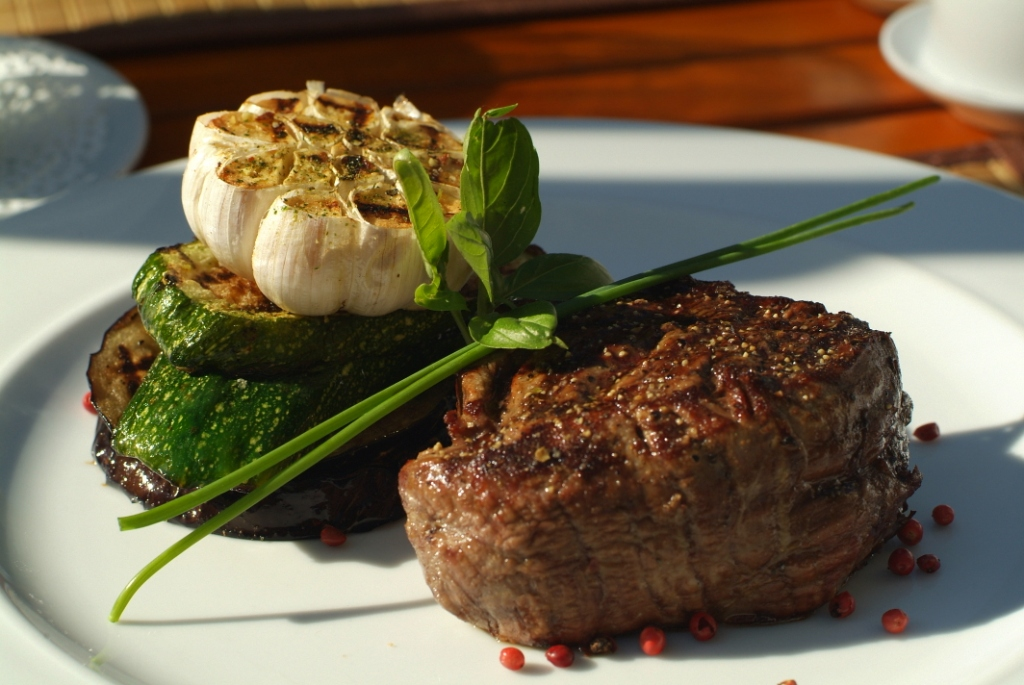
스테이크와 구운 가지, 주키니호박, 마늘

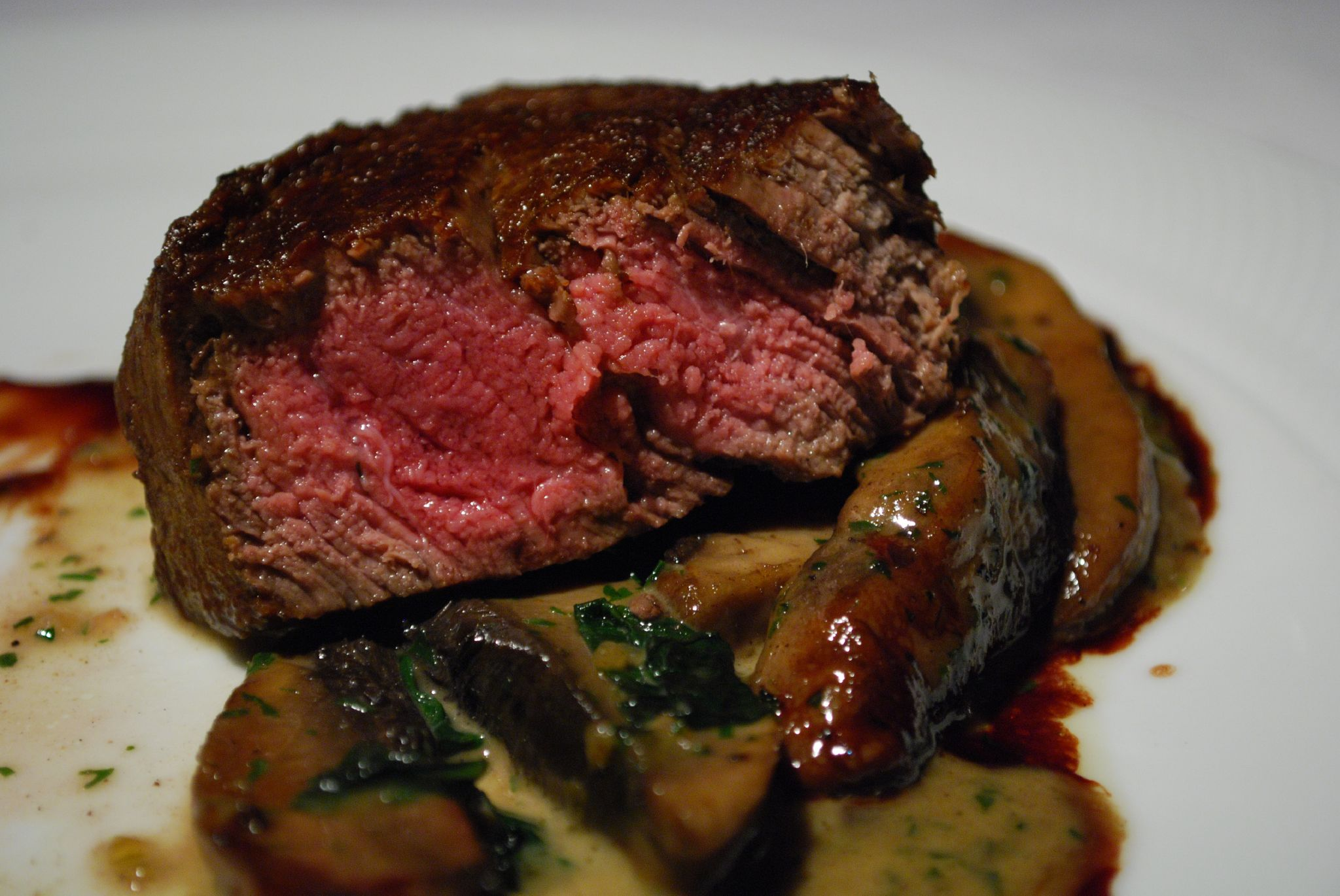
미디엄 레어로 익힌 스테이크

스테이크(영어: steak)는 고기를 두툼하게 썰어서 굽거나 지진 서양 요리이다.
영어권에서 "스테이크"는 일반적으로 근섬유를 가로지르는 방향으로 자른 쇠고기 부위 또는 생선 등뼈를 가로지르는 방향에 따라 자른 고기 덩어리를 말한다. 고기 스테이크로는 보통 석쇠에서 직화구이를 하거나, 프라이팬, 오븐에서 굽는다. 생선 스테이크 역시 굽는 것이 거의 대부분이다.
또 스테이크는 스테이크 앤드 키드니 파이나 다진고기를 스테이크 형태로 만든 햄버그 스테이크, 햄버거와 같이 여러 요리로 사용된다. 아무런 조건 없이 "스테이크"라는 단어를 말할 때 거의 대부분 비프스테이크를 지칭한다. 다른 육류로 만들어진 스테이크를 말할 때는 황새치 스테이크, 사슴고기 스테이크와 같이 동물 이름을 붙여 부른다.

## 요리
스테이크는 주로 직화로 굽거나 튀기는 방식으로 조리한다. 스테이크는 온도(던니스)나 조리시간에 따라 조리 결과가 달라지는데, 흔히 굽기의 정도라고 불리는 것이 이것이다. 굽기의 정도는 레어에서부터 웰던까지 다양하다. 레어 스테이크는 주로 살이 부드러우나 차갑고, 살 중심의 색이 붉다.

## 종류

### 쇠고기

#### 비프스테이크

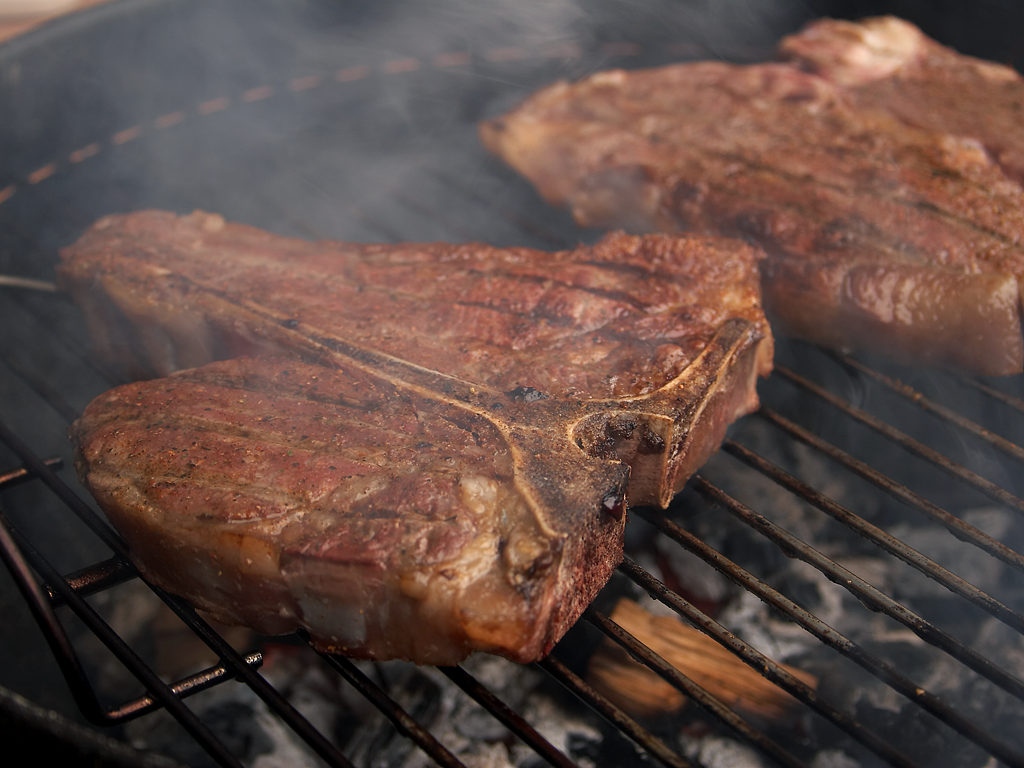
티본(T-bone) 스테이크를 굽는 모습

비프스테이크는 보통 등심이나 갈비같이 연한 부위를 건열을 이용해 빠르게 요리한다. 부채살이나 사태같이 덜 연한 부위를 조리할때는 습열을 이용하거나 큐브 스테이크같이 인공적으로 연하게 만든다. 비프스테이크는 굽는 정도에 따라 레어, 미디움 레어, 미디움, 미디움 웰던, 웰던으로 나뉜다. 소고기는 다른 고기와는 다르게 완전히 익힐 필요가 없는 것이 특징이다. 비프스테이크를 통해 사람에게 감염되는 병은 거의 없다. 고기 표면을 손으로 만지면서 오염될 가능성은 있을 수 있지만 극히 드문 사례이고, 일반적으로 안전하다고 한다.
- 리브 스테이크
- 서로인 스테이크
- 스커트 스테이크
- 티본 스테이크
- 포터하우스 스테이크

### 생선 스테이크
생선 스테이크는 척추나 등뼈를 가로지르는 방향에 따라 조각낸 것이다. 북미에서 생선 스테이크로 이용하는 종류로는 참치, 황새치, 큰넙치 등이 있다. 연어, 만새기도 자주 사용된다. 생선 스테이크는 생선살로 만들거나 통째로 요리된다.
비프스테이크와는 달리 생선 스테이크는 소스에 굽는 경우가 많다.

## 같이 보기
- 햄버그 스테이크
- 티본 스테이크
- 비프 스테이크
- 마블링